# Ингенвин из Сабионы
Ингенвин (итал. Ingenuino; умер около 605 года) — святой епископ Сабионы. День памяти — 5 февраля.

## Биография
Святой Ингенвин, о жизни которого мало что известно, вероятно, был епископом Сабионы с 577 года до своей смерти примерно в 605 году и имел римское происхождение. Его епископство, которое охватывало большую часть бывшей провинции Реция Секунда, за которую в тот период боролись лангобарды и франки. Его имя, вероятно, означает «маленький коленопреклоненный».
В период с 588 по 590 год Ингенвин участвовал в синоде Аквилее.
В 590 году франки вторглись в долину Адидже через перевал Решен, разрушив несколько ломбардско-римских крепостей. Во время осады крепости Верукка близ Тренто Ингенуин общался с епископом Тренто Агнеллом. В 591 году вместе с другими епископами он подписал документ византийскому императору Маврикию, в котором выступал против папы Григория I Великого в контексте Спора о трех главах.
Поскольку Ингенвин пострадал от нападений ариан лангобардов, язычников баварцев и славян, его почитали как мученика между серединой X века и началом XII века. В наше время его почитают как исповедника.
Ингенвин умер в Сабионе и, вероятно, был впервые похоронен там. Позже, примерно в 990 году, его мощи были перенесены в Бриксенский собор.
Святого Ингенвина почитают святым покровителем жителей гор и наряду со святыми Кассианом и Албуином почитают как третьего святого покровителя епархии Больцано-Брессаноне.